# W odpowiedzi na twój list
W odpowiedzi na twój list – piąty singel zespołu Feel z albumu Feel.
Istnieje też druga wersja utworu, którą zaprezentowano w odcinku Frania razy dwa serialu Niania, gdzie wystąpił gościnnie zespół.
Teledysk nagrano w 18-19 czerwca 2008 w Nysie.